# Golful Mexic

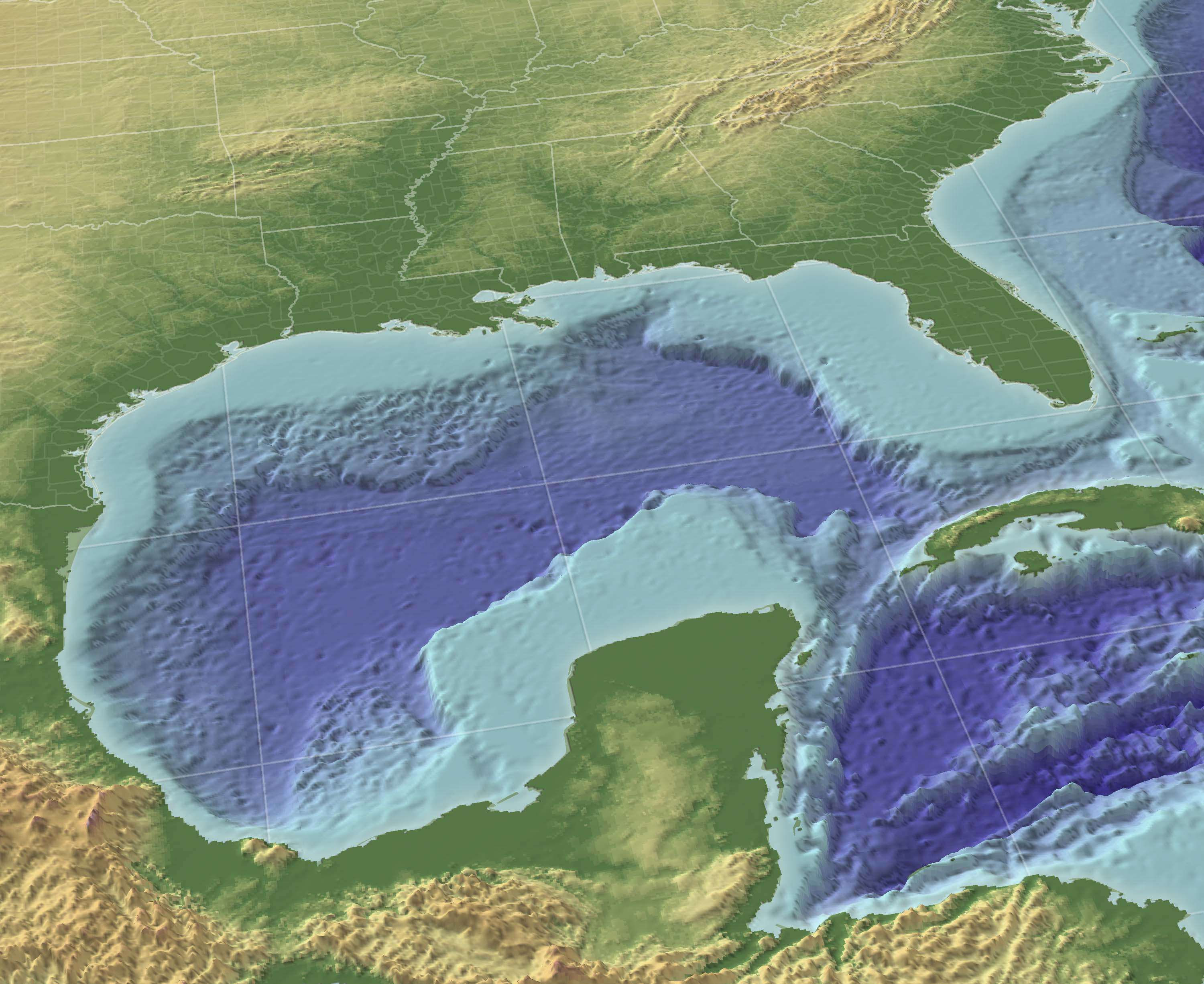
Imagine tridimensională a Golfului Mexic

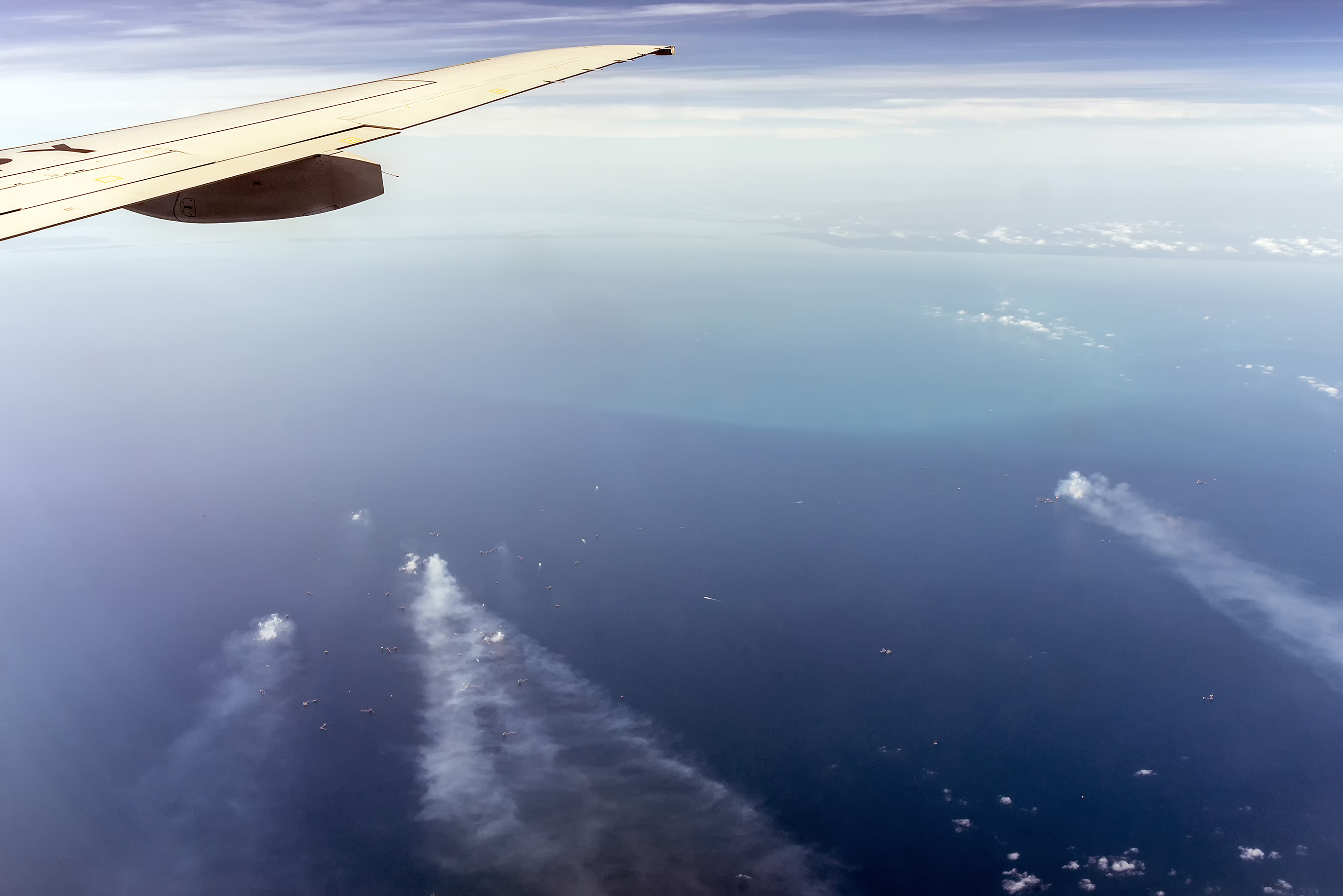
Cantarell

Golful Mexic (spaniolă: Golfo de México) sau Golful Americii (denumirea oficială din Statele Unite ale Americii, utilizată doar de această țară) este un golf al Oceanului Atlantic, cuprins între Statele Unite, Mexic și Arhipelagul Antilelor. Este una dintre cele mai calde zone oceanice din lume.
Suprafața sa este de 1,5 milioane de kilometri pătrați. Adâncimea maximă este de 4023 metri. Țărmul este lagunar și, ca lungime, aparține în proporție de 40 % Mexicului, 40% SUA și 20 % Cubei.
În el se varsă fluviile Mississippi și Rio Grande. De aici se formează Golfstromul (GULFSTREAM - curentul golfului). 
Se practică pescuitul. Se exploatează petrol.
În jurul anului 1800, Golful Mexic purta denumirea de Golful Spaniei pentru că, pe atunci, denumirea oficială a Mexicului era "Nova Spania".
Între 1824 și 1864, în timpul primei Republici Mexicane, golful a purtat numele de Golful Mexic pentru că cea mai mare întindere a țărmurilor ce mărgineau golful erau ale Republicii Spaniole.
În timp, după intervenția SUA în politica și economia Mexicului, Mexicul a pierdut teritorii în favoarea SUA, și-a redus suprafața și a ajuns la aproximativ aceeași lungime costieră ca și SUA, golful purtând în continuare numele de Golful Mexic.
A fost redenumit în documentele SUA la 20 ianuarie 2025 la ordinul președintelui american Donald  Trump ca "Golful Americii" referindu-se astfel la cel mai mare golf al continentului America de Nord.